# Antepione arizonata
Antepione arizonata là một loài bướm đêm trong họ Geometridae.